# 에두아르드 셰바르드나제
에두아르드 암브로시스 제 셰바르드나제(조지아어: ედუარდ ამბროსის ძე შევარდნაძე, 조지아어 발음: [ɛduard ʃɛvardnad͡zɛ], 러시아어: Эдуа́рд Амвро́сиевич Шевардна́дзе 예두아르트 암브로시예비치 셰바르드나제[*], 문화어: 에두아르드 암브로씨예비치 쉐바르드나제, 1928년 1월 25일~2014년 7월 7일)는 조지아의 정치인이자 외교관이다. 1985년까지 1990년까지 소련의 외무장관을 지냈으며, 1992년 즈비아드 감사후르디아 대통령이 사임한 후 조지자의 지도자 (의회 의장)이 되었다. 1995년부터 2003년 장미 혁명으로 물러날 때까지 조지아의 대통령을 지냈다.
셰바르드나제는 1949년 후반, 자신의 지역에서 전연방 레닌주의 청년 공산주의자 동맹(콤소몰) 조직의 지도자에 오르면서 정치 경력을 시작하였다. 콤소몰 중앙위원회 제2서기, 제1서기를 차례로 거쳤다. 그루지야 소비에트 사회주의 공화국에서 연이은 승진을 거쳤으며, 이러한 승진은 그가 고위 관리를 모욕한 후 좌천된 1961년까지 계속되었다. 2년 동안 무명 생활을 보낸 뒤 셰바르드나제는 트빌리시 시 지구의 제1서기로 돌아와 당시 트빌리시 제1서기를 부패 혐의로 기소하였다. 셰바르드나제의 반부패 활동은 빠르게 소련 정부의 관심을 끌면서 그가 그루지야 소비에트 사회주의 공화국 내무부의 제1차관이 되는데 발판이 되었다. 나중에는 조지아 소비에트 사회주의 공화국 내무장관이 되어 당시 공화국의 제1서기장이었던 바실 므자바나제를 부패 혐의로 기소하였다.
셰바르드나제는 1972년부터 1985년까지 그루지야 공산당 제1서기장으로 재직하면서 사실상 조지아의 지도자가 되었다. 그는 제1서기장직을 수행하면서 공화국의 경제 성장에 박차를 가할 몇 가지 경제 개혁을 시작했는데, 이 시기 소련은 전국적인 경제 침체를 겪고 있었기에 이는 굉장히 이례적인 일이었다. 셰바르드나제의 반부패 캠페인은 그가 제1서기장에서 물러날 때까지 계속되었다.
1985년, 미하일 고르바초프는 셰바르드나제를 소련의 외무장관에 임명했다. 1985년부터 1990년 소련 붕괴 직전까지 소련의 마지막 외무장관을 지냈는데, 이 기간 동안 소련의 외교 정책에서 고르바초프만이 셰바르드나제보다 중요한 위치에 있었다. 셰바르드나제는 고르바초프 시대 소련 외교 정책에서 여러 중대한 결정을 담당했으며 외부 세계에서는 페레스트로이카와 같은 소련 개혁의 얼굴로 여겨졌다.
1991년 소련 붕괴의 여파로 셰바르드나제는 새로 독립한 조지아로 돌아왔다. 조지아의 초대 대통령 즈비아드 감사후르디아가 사임한 이후 조지아의 국가 원수에 올랐으며, 1995년 공식으로 대통령에 선출되었다. 셰바르드나제 정권은 만연한 부패와 족벌주의와 관련된 비난으로 얼룩졌으며, 2003년 총선에서 불거진 선거 부정이 장미 혁명으로 일컬어지는 대규모 시위를 촉발시키면서 대통령직에서 사임해야 했다. 사임 후 셰바르드나제는 회고록을 출판했고 2014년 사망할 때까지 상대적으로 무명의 삶을 살았다.

## 관련 도서
- 《어둠의 역사를 헤치며》- 셰바르드나제 지음, 엄중섭 옮김

## 역대 선거 결과
| 선거명      | 직책명          | 대수 | 정당            | 득표율 | 득표수      | 결과 | 당락 |
| ----------- | --------------- | ---- | --------------- | ------ | ----------- | ---- | ---- |
| 1995년 선거 | 조지아의 대통령 | 2대  | 조지아 시민연합 | 77.0%  | 1,589,909표 | 1위  |      |
| 2000년 선거 | 조지아의 대통령 | 2대  | 조지아 시민연합 | 82.0%  | 1,870,311표 | 1위  |      |